# Волегово (деревня)
Волегово — урочище в Шалинском районе Свердловской области России, бывшая деревня.

## Географическое положение
Исчезнувшая деревня Волегово расположена в устье реки Волеговки, на берегу реки Чусовой.

## История
Деревня Волегова была основана в 1701 году. Название деревни пошло от коми-пермяцкого имени «волег», означающий «ловкий» или «хитрый». Деревня возникла в 1701 году благодаря Строгановым, которые поселили здесь несколько семей крепостных. В 1709 году деревня Волегова подверглась нападению башкир. Деревня была довольно большая, располагалась на обоих берегах реки Чусовой. На левом берегу она начиналась прямо от камня Гребни.
Весной 1771 года в деревни был ограблен дом крестьянина разбойником Рыжанко (Андрей Плотников), а жителей деревни за сопротивление мучили и стегали плетьми.
Деревня исчезла в 1967 году в связи с проводившейся тогда ликвидацией «неперспективных» поселений. Сейчас на месте деревни — поле. В 1995 году на территории исчезнувшей деревни была построена животноводческая ферма, но вскоре была закрыта.

## Волеговские камни
В 1858 году о Волеговские камни разбилось четыре барки, в 1861 году — пять барок. В. Лохтин писал в 1878 году про этот камень: «…благодаря страшной быстроте воды, крутизне поворота и узости русла, должен быть причислен к одним из самых опасных камней, как Разбойник и Узенький». Для смягчения удара в случае столкновения здесь устанавливали заплавни.

## Население
В 1869 году в деревни Волегова было 38 дворов и проживало 174 человек.